# Grado Labs
Grado Labs è un'azienda statunitense specializzata nella produzione di testine per la lettura dei dischi in vinile, nonché in cuffie magneto-dinamiche di alta qualità.
La ditta prende il nome dal suo fondatore, il newyorkese Joseph Grado, le testine sono prodotte artigianalmente, "millesimate" e firmate dallo stesso Grado, da qui il nome della prestigiosa (e costosissima) serie "Signature". 
Nel 1982 Joseph Grado, fu inserito nella "Audio Hall of Fame" come ideatore della testina a "bobina mobile" e innovatore, più di ogni altro, nel campo delle testine fonografiche.